# Cassina de' Pecchi (métro de Milan)
Pour les articles homonymes, voir Cassina de' Pecchi (homonymie).
Cassina de' Pecchi est une station de la ligne 2 du métro de Milan, située sur la commune de Cassina de' Pecchi.